# Рампонио Верна
Рампонио Верна (итал. Ramponio Verna) је насеље у Италији у округу Комо, региону Ломбардија.
Према процени из 2011. у насељу је живело 306 становника. Насеље се налази на надморској висини од 701 м.

## Становништво
Према резултатима пописа становништва 2011. у општини је живело 411 становника.
| 1931. | 1936. | 1951. | 1961. | 1971. | 1981. | 1991. | 2001. | 2011. |
| ----- | ----- | ----- | ----- | ----- | ----- | ----- | ----- | ----- |
| 634   | 595   | 542   | 475   | 422   | 399   | 389   | 403   | 411   |